# 百龙滩水电站
百龙滩水电站位于中国广西壮族自治区都安瑶族自治县与马山县交界，是西江红水河段梯级开发的第七级水电站，上距大化水电站27.6千米，下距乐滩水电站76.2千米。1993年动工，1996年竣工蓄水。电站大坝为碾压混凝土溢流坝，最大坝高26米，坝长664米。电站总装机容量192兆瓦，平均年发电量9.4亿千瓦时。电站水库总库容3.4亿立方米，正常水位水面面积4.85平方千米。2008年百龙滩水电站500吨级船闸建成